# الكفر الشرقي
الكفر الشرقي، قرية تابعة للوحدة المحلية لقرية الكفر الشرقي، التابعة لمركز الحامول، بمحافظة كفر الشيخ في جمهورية مصر العربية.

## تاريخ
مكان الكفر الشرقي الحالي، كان يوجد قريتان قديمتان تعرفان باسم محلة بخنس ومحلة نأمون، وفي العهد العثماني خربت هاتان القريتان، وحل محلهما الكفر الشرقي إلى اليوم. وكان تابعاً لمركز طلخا بمديرية الغربية، فلما أنشئ مركز بيلا عام 1938، ألحق به لقربه منه.
وفي عام 1978، تم ضم القرية إلى مركز الحامول بعد إنشاؤه بفصله عن مركز بيلا.

## السكان
بلغ عدد سكان الكفر الشرقي 23,923 نسمة، حسب الإحصاء الرسمي لعام 2006.